# 아무것도 아닌 일로
아무것도 아닌 일로(프랑스어: Pour un oui ou pour un non)는 나탈리 사로트가 1981년 발표한 희곡이다. “트로피즘”으로 명명한 작가 특유의 문학적 개성이 잘 드러난 작품이다. 사소한 언쟁이 계기가 되어 점점 두 남자 내면의 감정이 폭발해 가기 시작한다. 누보로망 양식의 선구자이자 현대 프랑스 연극사에서 가장 혁신적이고 탁월한 극작가로 평가되는 사로트는 야스미나 레자, 플로리앙 젤레르 등에게 영향을 미쳤다.

## 내용
나탈리 사로트가 쓴 마지막 희곡 작품으로 1981년에 발표되었다. 사로트가 자신의 문학 세계를 가장 잘 나타내는 용어로 스스로 명명한 ‘트로피즘(tropisme, 굴성)’이라는 개념이 이 희곡에서도 두드러진 특징으로 나타난다. 식물이 햇빛, 바람, 주변 식물 등 여러 외부 자극에 반응하며 특정한 방향으로 휘어지거나 굽어지듯 인간 행동과 감정 역시 상황과 환경에 따라 움직인다. 사로트의 〈아무것도 아닌 일로〉는 두 남자가 상호작용하며 행동하는 과정에서 발생하는 사소한 심리 변화, 감정 흐름, 욕구의 촉발을 그리고 있다. 이처럼 〈아무것도 아닌 일로〉는 트로피즘에 따라 미묘하게 변하는 인물의 내면과 언어의 발현, 그리고 그렇게 인물들이 주고받는 자극과 그 반응으로 인해 발전되는 상황을 주된 구성으로 삼고 있다.
사로트에게 글쓰기란 눈에 보이는 인물의 외적 행동을 종이 위에 옮기는 것이 아니라 그녀 자신이 경험한 내적인 움직임을 포착해 관객(독자)들에게 느끼게 하는 것을 의미한다. 그녀는 감각의 확장만이 드라마를 생산할 수 있다고 믿었다. 우리는 일상에서 받는 다양한 자극들을 무심코 넘겨 버리거나 지나치곤 하지만 드라마 속에서는 어떤 순간을 멈춰서 확장시킨 다음 그 안에 충분히 머물면서 탐구해 볼 기회를 가질 수 있다. 삶의 아주 작은 한 조각을 현미경으로 확대해 그 세계로 들어가는 경험이다.
〈아무것도 아닌 일로〉는 ‘사건’을 펼쳐 보이기보다는 인물들의 ‘내면’을 조명한다. 내면을 보여 주는 도구는 언어와 대화다. 두 남자의 비논리적인 대화, 그리고 각각의 인물들이 순간순간 취하는 행동에 따라 변화되는 상황은 관객들에게 다양한 감정과 생각을 불러일으킨다. 관객은 극 중 인물에게 동일화되면서 동시에 객관화된다. 사로트가 드라마 속에서 확장해 보여 주고자 했던 일이 정말 ‘아무것도 아닌 일’임을 말하고 싶은 것인지, 우리가 현실에서 ‘아무것도 아닌 일’이라고 넘어갔던 일이 사실은 아무것도 아닌 게 아닌 일이라고 말하고 싶은 것인지는 해석의 여지로 남는다.
〈아무것도 아닌 일로〉를 한국 초연한 극단 사자자리 대표이자 옮긴이 이광호가 해외 주요 프로덕션의 무대상 특징을 짚고 텍스트를 어떻게 무대화하면 의미가 효과적으로 확장될 수 있는지 해설한 부록이 작품을 더 깊이 이해하도록 돕는다.